# Cléden-Cap-Sizun

Cléden-Cap-Sizun este o comună în departamentul Finistère, Franța. În 1 ianuarie 2022 avea o populație de 912 de locuitori.